# Павилёнис, Роландас
Рола́ндас Ионович Павилёнис (лит. Rolandas Pavilionis; 3 июля 1944, Шяуляй — 10 мая 2006, Вильнюс) — литовский философ, лингвист, общественный и политический деятель.

## Биография
Работал на фабрике велосипедов в Шяуляй и учился в вечерней школе рабочей молодёжи. По окончании её в 1962 году поступил в Вильнюсский университет. В 1963—1966 годах служил в Советской Армии. Университет окончил в 1968 году. После аспирантуры при Академии наук УССР (1968—1971) защитил докторскую диссертацию.
Доцент Вильнюсского университета (1971—1977), затем профессор (1982—1990); заведующий кафедрой истории философии и логики. В 1990—2000 годах был ректором Вильнюсского университета.
Избран по списку социал-либералов «Новый союз» в парламент Литвы и с октября 2000 до июля 2004 был членом Сейма Литовской Республики, где был членом и председателем комитета по просвещению, науке и культуре.
С июня 2004 года член Европейского парламента и входил в Союз за Европу наций (Union for Europe of the Nations), был его вице-председателем. Состоял членом комитета культуры и просвещения, комитета прав граждан, справедливости и внутренних дел.

## Труды
Издал ряд научных книг по анализу логики языка на английском, литовском, русском языках, а также сборников политической публицистики.
- Kalba ir logika. 1975.
- Kalba. Logika. Filosofija. 1981.
- Проблема смысла: современный логико-философский анализ языка. Москва: Мысль, 1983.
- Prasmė ir konceptualios sistemos. 1990.
- Prieš absurdą. 2000.
- Tarp šviesos ir tamsos. 2000.
- Prieš absurdą II. 2004.
- Prasmė ir tapatumas. 2004.

## Награды и звания
- Офицер ордена Витаутаса Великого (6 февраля 2004 года)[1]
- Государственная премия Литвы за научные труды.
- Орден Академических пальм (1993, Франция).
- Орден Почётного легиона (1997, Франция).
- Орден «За заслуги» (2001, Франция).
- Офицер ордена Заслуг перед Республикой Польша (1999, Польша).
- Командор ордена Заслуг (1998, Норвегия)[2].
- Медали Польши и Норвегии.